# Polvo-mímico

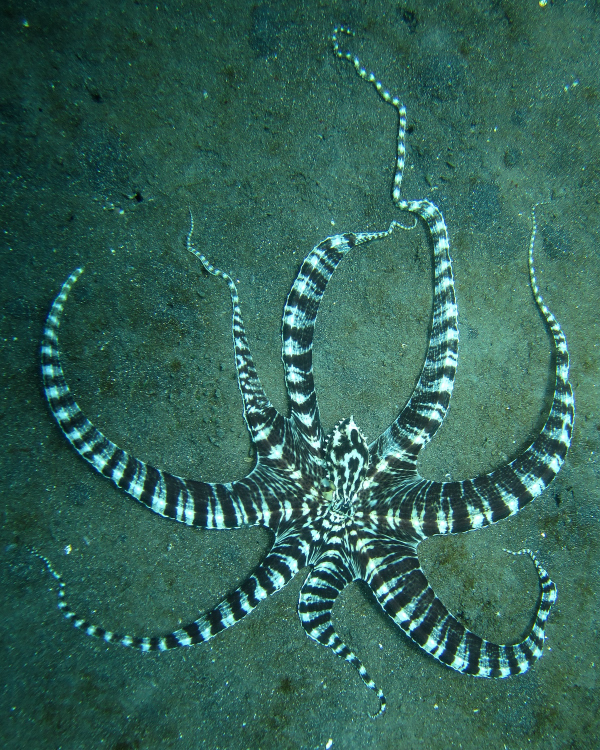
Polvo mímico.

O polvo mímico (Thaumoctopus mimicus) é uma espécie de polvo do Indo-Pacífico capaz de imitar outras espécies locais. Eles são notáveis por serem capazes de mudar sua cor e textura da pele, a fim de se misturar com seu ambiente, como rochas incrustadas de algas e corais através de sacos de pigmentos conhecidos como cromatóforos, bem como o comportamento único de tomar forma de vários objetos e animais. Ele é atualmente o único animal marinho conhecido capaz de imitar uma variedade tão grande de animais. Embora alguns outros animais possam imitar uma espécie diferente para evitar ou intimidar predadores, somente o polvo mímico pode imitar uma variedade de formas para eludir os predadores, como assumir as formas do peixe-leão, cobras marinhas e enguias.